# 印度尼西亚国家航空航天研究所
印度尼西亚国家航空太空研究所（简称LAPAN）是印度尼西亚的国家太空机构，成立于1963年11月27日，由前总统蘇卡諾在设立了一个非正式的太空机构组织一年后正式下令成立。LAPAN负责长期计划的民用和军用航空太空研究，在过去的二十多年中，它管理着小型科学卫星拉潘和电信卫星Palapa。LAPAN还开发了探空火箭，并一直在尝试开发小型轨道太空发射器，2015年LAPAN发射了2007年的LAPAN A1卫星和LAPAN A2卫星。

## 历史
1962年5月31日，印尼总理朱安达设立了航空委员会，从而开始了该国的太空探索。
经过两个非正式项目之后，根据236号总统令，印度尼西亚国家航空太空研究所（LAPAN）于1963年正式成立。